# ファースト・カナディアン・プレイス
ファースト・カナディアン・プレイス（First Canadian Place）はカナダのトロントにある超高層ビル。高さは298メートル、アンテナを含むと355mで、トロントで最も高いビルである。
1975年にオールド・トロント・スタービルの跡地に建設され、完成した。イギリス連邦内では1998年のペトロナスツインタワーが完成するまで最も高いビルであった。モントリオール銀行のトロント業務本部がテナントの一つである。